# Muara Parlampungan
Muara Parlampungan is een bestuurslaag in het regentschap Mandailing Natal van de provincie Noord-Sumatra, Indonesië. Muara Parlampungan telt 1761 inwoners (volkstelling 2010).